# 141 État 141-113
La 141 État 141-113 est une locomotive de type Mikado de la Compagnie des chemins de fer de l'État, issue de la série 141 État 141-001 à 250 et ayant été modifiée profondément, sous la direction d'André Chapelon.
Cette transformation a été effectuée en 1945, par les ateliers de la Compagnie à Sotteville.
Cette locomotive sera transformée en gardant la simple expansion, pour trouver de nouvelles solutions moins coûteuses aux problèmes réglés par l'utilisation de la double expansion (compoundage) sur les machines précédentes modifiées par Chapelon.

## Transformation
La locomotive reçoit en 1945:
- une enveloppe identique à celle de la 141-136,
- des sections de passage de la vapeur augmentées, jusqu'à 101% sur le circuit du réchauffeur[1]
- des tiroirs à longue course type "Willoteaux", volumineux mais bien plus légers que des tiroirs cylindriques normaux.
- des écrans pare-fumée de plus grandes dimensions avec plans inclinés d'inspiration Est,
- un échappement de type « Kylchap » 1K/1C simple
- une pompe d'alimentation en eau de type « Dabeg ».
- Un châssis renforcé pour éviter des déformations qui avaient déjà lieu sur les machines originales, pourtant moins puissantes.

## Utilisation et services
Initialement immatriculée 141-113, elle devient à la SNCF en 1938 : 3-141 E 113.
La 141-113 a réalisé une série de tests qui s'avérèrent très concluants car montrant une amélioration notable des performances par rapport aux locomotives d'origine,, rapprochant les performances de la E-113 de celles vues sur des machines compound telle qu'une 141P.
Au banc d'essai de Vitry-sur-Seine, la vitesse de 120 km/h put être atteinte. La même vitesse  est également atteinte  en tête de trains de 750 t.
La 141-113 connut les dépôts de Chartres puis de Paris-Batignolles et enfin du Mans avant d'être radiée.
Il avait été prévu de transformer une trentaine de locomotives supplémentaire mais la mise en service des 141 R et 141 P (qui avaient déjà le monopole du service) et des locomotives diesel ou électriques mit à mal le projet.

## Caractéristiques
- Pression de la chaudière : 14 kg/cm2 (inchangée)
- Surface de grille : 3,87 m2
- Surface de chauffe (hors surchauffe) : 207,35 m2
- Surface de surchauffe : 83 m2
- Diamètre des roues du bissel avant : 850 mm
- Diamètre des roues motrices : 1 650 mm
- Diamètre des roues du bissel arrière : 1 250 mm
- Diamètre des cylindres: 620 mm
- Course des pistons: 700 mm
- Masse à vide : 74 t
- Masse en ordre de marche : 87 t
- Masse adhérente : 67,8 t
- Longueur hors tout : 13,93 m
- Vitesse maxi en service / tests : 100 km/h / 120km/h